# 제주특별자치도의 시외버스
제주특별자치도의 시외버스는 제주특별자치도 관내에서 운행했던 시외버스를 말한다.

## 운영 업체
과거
- 삼영교통 (600번)
- 삼화여객 (800번)

- 금남여객
- 제주여객
- 동진여객
- 극동여객

## 역사
- 1920년 : 제주서부자동차 합승운행 개시[1]
- 1925년 2월 : 제주동부자동차 합승운행 개시[2]
- 1926년 : 남부자동차운행 개시[3]
- 1943년 : 제주여객과 영주여객 설립
- 1947년 : 조흥자동차 운행[4]
- 1946년 10월 : 남일여객 설립과 동시에 제주 일주도로 동서회선 운행 개시
- 1952년 : 영주운수 35인승버스 6대 동회선 운행 개시
- 1962년 : 조흥자동차 주주 한재옥이 한일여객운송 주식회사를 설립
- 1962년 : 극동여객 시외버스 면허 운행 개시[5]
- 1963년 : 한일여객 제1 횡단도로[6] 노선 운행면허 받고 운행 개시
- 1965년 : 일주노선 급행버스 개시[7]
- 1970년 : 금남여객 45인승 대형버스 22대 운행 개시
- 1974년 : 한라산 서쪽 해발 1천1백m를 통과하는 제2횡단도로 노선 개통[8]
- 1984년 : 일주노선 직행 개시와 동시에 제주 ∼서귀포 구간의 운행시간을 40분정도 단축
- 1987년 : 한일여객 시외버스사업부가 동진여객으로 분사 → 5.16노선 단독 배차
- 1996년 12월 : 북부노선 운행개시[9]
- 2001년 9월 : 남일여객 대표이사 회삿돈 가지고 잠적과 동시에 운수사업 면허 취소
- 2003년 8월 : 영주운수 폐업과 동시에 운수사업 면허 취소
- 2003년 : 북부노선[9]을 폐지와 동시에 직행노선에서 완행노선으로 통폐합
- 2007년 4월 1일 : 시외버스 구간 요금제 시행
- 2011년 4월 1일 : 제주 ~ 성산항 노선 운행 개시
- 2012년 9월 1일 : 영어교육도시 노선 운행 개시
- 2013년 3월 1일 : 5.16도로 ~ 중문고속화 노선 통합과 동시에 신서귀포시외버스터미널로 통합
- 2013년 9월 1일 : 시외버스 노선번호 부여 운행 개시[10]
- 2014년 8월 18일 : 시외버스 노선번호 36개로 세분화 운행 개시
- 2015년 3월 23일 : 애월 ~ 애조로 ~  연북로 ~ 제주대 770번 노선 운행 개시
- 2015년 10월 19일 : 780번(516 ~ 중문고속화) 노선 번호 분리
- 2016년 12월 7일 : 제주터미널 ~ 국제공항 ~ 도청 ~ 회수사거리 ~ 혁신도시 ~ 서귀포터미널 800번 노선 운행 개시
- 2017년 8월 26일 : 제주 버스 개편으로 인해 600번을 제외하고 시내버스로 전환
- 2021년 5월 20일 : 600번 버스가 시내버스로 전환 인가, 시외버스 폐지

## 노선 운행 현황
2021년 5월 19일 기준.
| 노선명 노선번호 | 운행업체 | 운행구간     | 운행구간 | 운행구간      | 경유지 | 배차 간격 (분) | 비고          |
| --------------- | -------- | ------------ | -------- | ------------- | --- | -------------- | ------------- |
| 600             | 삼영교통 | 제주국제공항 | ↔        | 서귀포 칼호텔 | 베가스카지노, 중문관광단지(여미지식물원, 롯데호텔, 하얏트호텔, 신라호텔, 제주컨벤션센터), 약천사, 풍림콘도, 제주월드컵경기장, 서귀포부두, 파라다이스호텔 | 20~30          | 평화로 무정차 |

## 버스 요금
성인 기준 기본 요금 1300원을 시작으로 이용 거리에 비례하여 최대 5500원의 운임을 징수하며, 아래는 600번 공항리무진의 기본 요금표다.
| 종류  | 나이                    | 카드 (원) | 현금 (원) |
| ----- | ----------------------- | --------- | --------- |
| 600번 | 어른 (만 19세 이상)     | 1300      | 1300      |
| 600번 | 청소년 (만 13세 ~ 18세) | 1000      | 1000      |
| 600번 | 어린이 (만 6세 ~ 12세)  | 600       | 600       |

## 사진

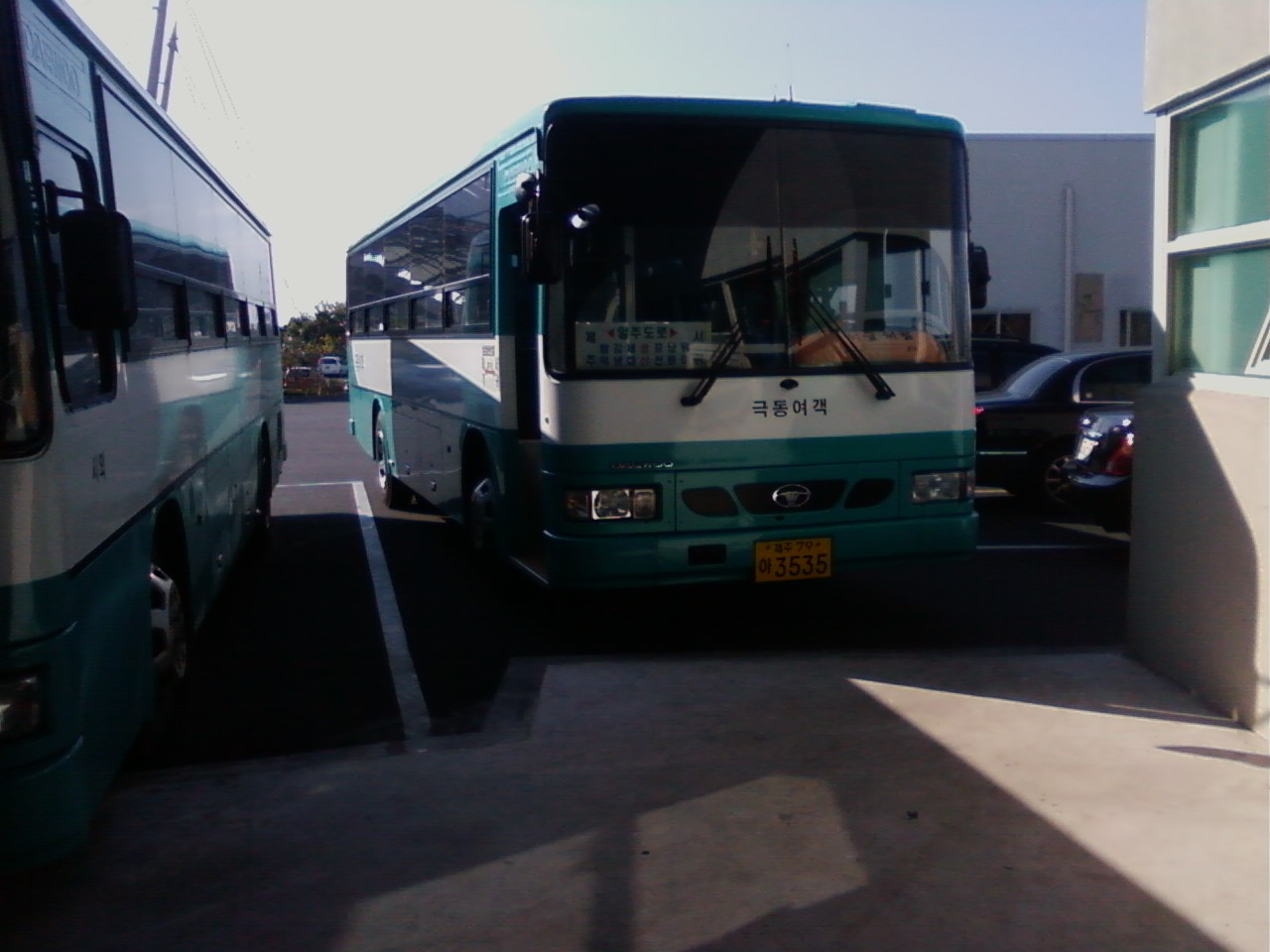
시외버스 시절 동일주 노선 차량 (극동여객)